# Hisayasu Satō

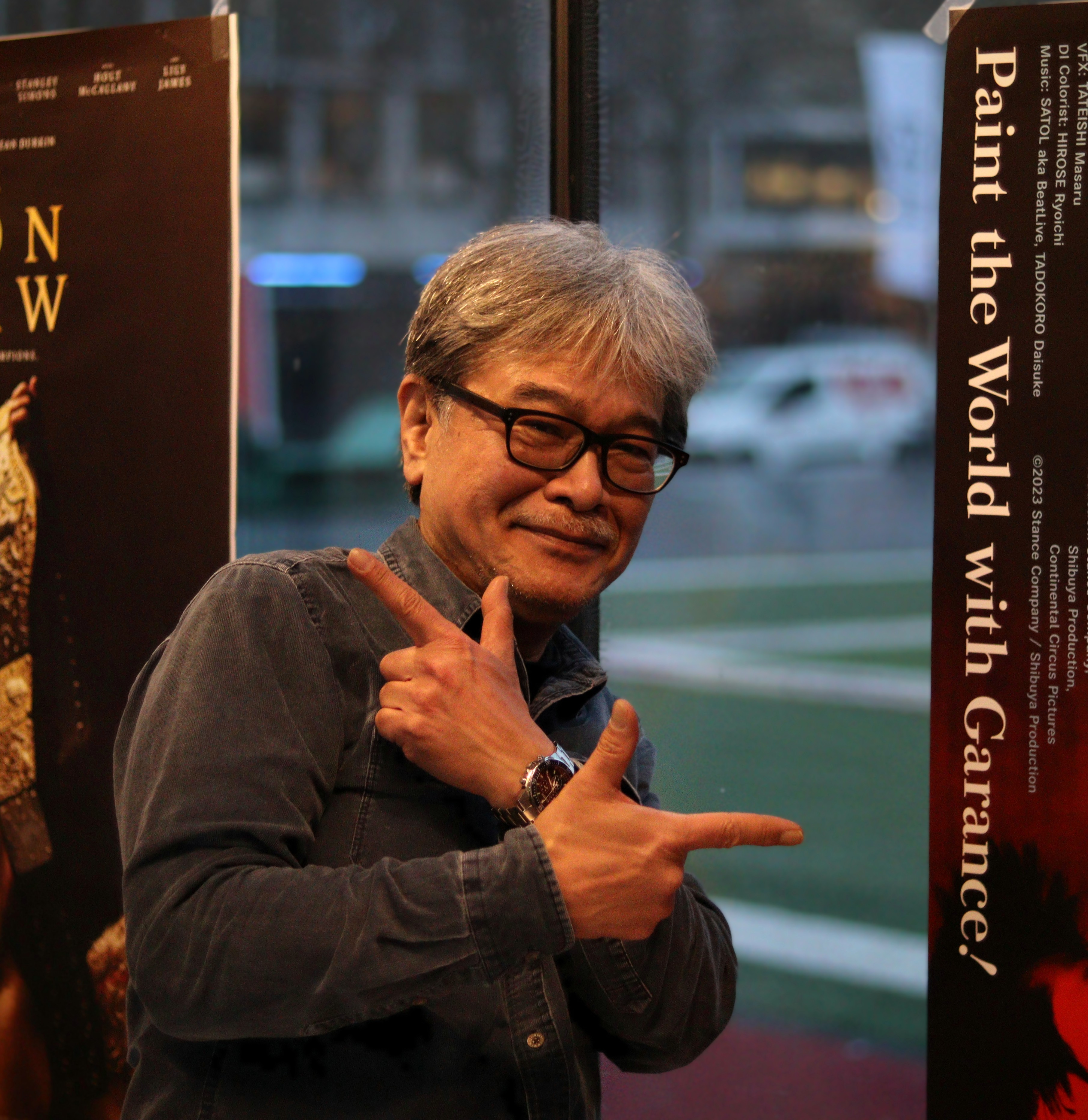
Hisayasu Satō, 2024

Hisayasu Satō (佐藤 寿保 Satō Hisayasu, * 15. August 1959 in Shizuoka, Japan) ist ein japanischer Regisseur. Bekannt ist er vor allem als Regisseur von Pink-Filmen mit einem Schwerpunkt auf dem Thema Body Horror.
Zu seinen bekanntesten Werken gehören The Bedroom (1992), Love - Zero = Infinity (1994), Naked Blood (1996) und Rampo Noir (2005). Zu seinen Markenzeichen gehören die sogenannte „Sledgehammer-Filmtechnik“, bei der er unwissende Passanten mit in die Szene einbezieht, und seine – für Pink-Filme ungewöhnlich – oft ernsthaften und existenziellen Themen. Zusammen mit Kazuhiro Sano, Toshiki Satō und Takahisa Zeze ist er als einer der "Vier himmlischen Könige des Pink" (ピンク四天王 pinku shitenno) bekannt.
Insbesondere für Naked Blood wurde Satō mit dem kanadischen Regisseur David Cronenberg verglichen.

## Filmkarriere
Satō begann seine Karriere Mitte der 1980er Jahre mit Pink-Filmen, die Themen wie Obsessionen, Entfremdung, Voyeurismus, Vergewaltigung, Sodomie und Sadomasochismus behandeln. Er war auch einer der ersten Pink-Regisseure des sogenannten „Rose-Pink“-Subgenres, das Homosexualität zum Gegenstand hat. Bisher hat er bei über 60 Filmen Regie geführt. Nach dem Jahrtausendwechsel erschienen nur noch selten Filme, die auch strenggenommen nicht mehr in das Pink-Genre fallen, obschon sie ähnliche Themen behandeln.

## Filmographie (Auszug)
| Veröffentlichter Titel                                                                                  | Satō's Titel                      | Erscheinungsdatum  | Studio                           |
| --- | --------------------------------- | ------------------ | -------------------------------- |
| Mad Love! Lolita Poaching 激愛！ロリータ密猟 Gekiai! Lolita Mitsuro                                     | Distorted Sense of Touch          | Februar 1985       | Shishi Toei Central              |
| Sex Virgin Unit: Party of Beasts SEX乙女隊 獣たちの宴 Sex Otome-tai: Kemonotachi no Utage               | Zero Flight                       | Juni 1985          | Shishi Toei Central              |
| Wife Collector 人妻コレクター Hitozume Collector                                                        | Decaying Town                     | 28. September 1985 | Shishi Toei Central              |
| Office Lady Rape: Disgrace! OL暴行汚す OL Boko: Yogosu!                                                 | Save the Last Dance for Me        | Juli 1986          | Shintōhō Eiga/Kokuei             |
| Uniform Virgin: The Prey 制服処女 ザ・えじき Seifuku Shojo: The Ejiki                                   | Explosion…                        | 9. August 1986     | Nikkatsu Shishi                  |
| Exciting Eros: Hot Skin エキサイティング・エロ 熱い肌 Exciting Ero: Atsui Hada                          | Gimme Shelter                     | Oktober 1986       | Shishi Million Film              |
| Rape Climax! 暴行クライマックス Boko Climax                                                             | Water's High                      | April 1987         | Shishi Shintōhō Eiga             |
| Lolita: Vibrator Torture ロリータ・バイブ責め Lolita Vibe-Zeme                                          | Secret Garden                     | 19. September 1987 | Shishi Nikkatsu                  |
| Genuine Rape 暴行本番 Boko Honban                                                                       | Pleasure Kill                     | Oktober 1987       | Shishi Shintōhō Eiga             |
| Temptation of the Mask 仮面の誘惑 Kamen no Yuwaku                                                       | Temptation of the Mask            | Dezember 1987      | Shishi ENK Production            |
| Hard Focus: Eavesdrop ハードフォーカス 盗聴＜ぬすみぎき> Hard Focus: Nusumi-giki                        | Survey Map of a Paradise Lost     | 9. März 1988       | Kokuei Shintōhō Eiga             |
| Abnormal: Ugly Abuse アブノーマル 陰虐 Abnormal: Ingyaku                                                | Rewind                            | Juli 1988          | Kokuei Shintōhō Eiga             |
| Pervert Ward: Torturing the White Uniform 変態病棟 白衣責め Hentai Byoto: Hakui-zeme                    | Love Letter in the Sand           | 15. Oktober 1988   | Kokuei Shintōhō Eiga             |
| Lolita Disgrace ロリータ恥辱 Lolita Chijoku                                                             | Radical Hysteria Tour             | 23. Dezember 1988  | Shishi ENK                       |
| Mad Ballroom Gala 狂った舞踏会 Kurutta Butokai                                                          | Asti: Lunar Eclipse Theater       | März 1989          | Shishi ENK                       |
| Rape Between Sisters: Penetration! 姉妹連続レイプ えぐる! Shimai Renzoku Rape: Eguru!                   | Welcome to the Illusion           | 4. März 1989       | Shishi Excess                    |
| Ecstasy Game 陶酔遊戯 Tosui Yugi                                                                        | Bondage Ecstasy                   | Mai 1989           | ENK Productions                  |
| Pervert Ward: S&M Clinic 変態病棟 SM診療室 Hentai Byoto: SM Shinryo-shitsu                              | Fuga Music for Alpha and Beta     | 2. September 1989  | Kokuei Shintōhō Eiga             |
| Beauty Reporter: Rape Broadcast 美人レポーター 暴行生中継 Bijin Reporter: Boko Nama-chukei              | Love Obsession                    | 7. Oktober 1989    | Shishi Shintōhō Eiga             |
| Naked Action: College Girl Rape Edition 半裸本番 女子大生暴行篇 Hanra Honban: Joshidaisei Boko-hen      | Psychic Rose                      | Januar 1990        | Media Top/Shintōhō Eiga          |
| Serial Rape: Perverted Experiment 連続レイプ 変態実験 Renzoku Rape: Hentai Jikken                       | Ki*Ra*Ra                          | Februar 1990       | Shishi Excess                    |
| Rapist with Handcuffs: Defile! 手錠暴行魔 いたぶる! Tejo Boko-ma: Itaburu!                              | Interlocking Locks                | Mai 1990           | Shishi Excess                    |
| Horse and Woman and Dog 馬と女と犬 Uma to Onna to Inu                                                   | Poaching by the Water             | Mai 1990           | Media Top/Shintōhō Eiga          |
| Office Lady Rape: Devouring the Giant Tits OL連続レイプ 巨乳むさぼる OL Renzoku Rape: Kyonyu Musaboru   | Slush                             | September 1990     | Shishi Excess                    |
| Special Lesson: Perverted Sex Education スペシャルレッスン 変態性教育 Special Lesson: Hentai Sei-kyoiku | The Gods Have a Nervous Breakdown | September 1990     | Kokuei Shintōhō Eiga             |
| Hidden Video Maniac: Uniform Hunting 制服盗聴魔 激射・なぶる! Seifuku Nusumi-dori-ma: Gekisha Naburu    | Naked City                        | Dezember 1990      | Shishi Excess                    |
| Lesbian Rape: Sweet Honey Juice レズビアンレイプ 甘い蜜汁 Lesbian Rape: Amai Mitsujiru                  | Silencer Made of Glass            | 2. Februar 1991    | Shishi Shintōhō Eiga             |
| Uniform Punishment: Square Peg in Roung Hole! 制服私刑 ねじり込め! Seifuku Lynch: Nejirikome!           | Just an Illusion                  | 1. März 1991       | Shishi Excess                    |
| Widow's Perverted Hell 未亡人変態地獄 Mibojin Hentai Jigoku                                             | Look Into Me                      | 26. April 1991     | Shishi Excess                    |
| Hidden Video Report: Dark Shot! 盗撮レポート 陰写! Nusumidori Report: Insha!                            | Turtle Vision                     | 20. Juli 1991      | Shintōhō Eiga                    |
| New Wife's Private Parts: Caress 新妻下半身 わしづかみ Nizuma Kahanshin: Washizukami                    | Doll                              | 22. November 1991  | Shishi Excess                    |
| Lady of the Stable 馬小舎の令嬢 Umagoya no Reijo                                                        | Wave                              | 21. Dezember 1991  | Shintōhō Eiga                    |
| Real Action: Vibrator Punishment 本番バイブ 折檻 Honban: Vibe Sekken                                    | Symbol of Release                 | 24. Januar 1992    | Shishi Excess                    |
| Housewife Punishment: Triple Torture 人間拷問 三段責め Hitozuma Gomon: Sandan-zeme                      | Labyrinth of Primary Colors       | 31. Juli 1992      | Shishi Excess                    |
| Promiscuous Wife: Disgraceful Torture 浮気妻 恥辱責め Uwaki-zuma: Chijoku-zeme                          | An Aria on Gazes                  | 12. September 1992 | Kokuei Shintōhō Eiga             |
| Uniform Masturbation: Virgin's Underpanties 制服ONANIE 処女の下着 Seifuku Onanie: Shojo no Shitagi      | Close Dancing                     | 10. Oktober 1992   | Shintōhō Eiga                    |
| S&M Group Wax Torture SM集団?責め SM Shudan Ro-zeme                                                     | Dirty Blue                        | 6. November 1992   | Shishi Excess                    |
| Wife in Mourning: Pubic-Shaved Rope Slave 喪服妻 剃毛縄奴隷 Mofuku-zuma: Teimō Nawa-dorei               | Negation                          | 5. Februar 1993    | Shishi Excess                    |
| Real Time Tapping Report: Pillow Talk (生)盗聴リポート 痴話 Nama Tocho Report: Chiwa                    | Kyrie Eleison                     | 5. März 1993       | Shintōhō Eiga                    |
| Pleasure Masturbation: New Wife Version 快感ONANIE 新妻篇 Kaikan Onanie: Niizuma-hen                    | Light Sleep                       | 28. Mai 1993       | Shishi Excess                    |
| Real Action: Drink Up ナマ本番 飲み干す! Nama Honban: Nomihosu!                                         | Angel in the Dark                 | 13. August 1993    | Shishi Excess                    |
| Molester's Train: Nasty Behavior 痴漢電車 いやらしい行為 Chikan Densha: Iyarashii Kōi                   | Birthday                          | 26. November 1993  | Kokuei Shintōhō Eiga             |
| Wife's Perverted Beauty Salon 人妻変態美容師 Hitozuma Hentai Biyoshitsu                                 | Dead End                          | 14. Januar 1994    | Shishi Excess                    |
| Molester and the Peeper: Gynecology Ward 痴漢と覗き 婦人科病練 Chikan to Nozoki: Fujin-ka Byoto         | Sick People                       | 1. April 1994      | Shishi Excess                    |
| Young Wife: Opening Juicy Thighs 若奥様 太股びらき Wakaoku-sama: Futomono-biraki                        | Rental Love                       | 17. Juni 1994      | Shishi Excess                    |
| Filthy Wife: Wet いやらしい人妻 濡れる Iyarashii Hitozuma: Nureru                                       | Love – 0 = Infinity               | 1994               | Kokuei Shintōhō Eiga             |
| Wife in Heat: While Husband is Away すけべ妻 夫の留守に Sukebe-zuma: Otto no Rusu ni                    | Rafureshia                        | 6. Januar 1995     | Shishi Excess                    |
| Hunters' Sense of Touch 狩人たちの触覚 Karyudo-tachi no Shokkaku                                        | Hunters' Sense of Touch           | 2. Mai 1995        | ENK Productions                  |
| In the Thicket / New Rashomon 薮の中 Yabu no Naka                                                       |                                   | 18. Mai 1996       | Image Factory                    |
| Splatter: Naked Blood 女虐/NAKED BLOOD Megyaku: Naked Blood                                             |                                   | 20. Februar 1996   | TM Project/Museum                |
| Night of the Anatomical Doll 人体模型の夜 Jintai-mokei no Yoru                                          |                                   | 8. November 1996   | Excellent Film/Toei Video        |
| Meet Me in the Dream: Wonderland 夢で逢いましょう Yume de Aimasho: Wonderland                           |                                   | 9. Februar 1996    | Pink Pineapple                   |
| Soft Skin やわらかい肌 Yawarakai Hada                                                                   |                                   | 31. Januar 1998    | Kokuei Shintōhō Eiga             |
| Scent of a Married Woman 人妻の値段 匂いたつ欲情 Hitozuma no Nedan: Nioutatsu Yokujou                   |                                   | 28. Dezember 2001  | Legend Pictures                  |
| Rampo Noir (segment: The Caterpillar) 乱歩地獄 Ranpo Jigoku                                             |                                   | 11. Mai 2005       | Albatros Film Toei               |
| The Tattooer 刺青 Si-Sei                                                                                |                                   | 24. März 2006      | ArtPort Inc.                     |
| Love & Loathing & Lulu & Ayano 名前のない女たち Namae no nai Onnatachi                                  |                                   | 9. April 2010      | There's Enterprise Inc. Makotoya |
| Hana-Dama: The Origin 華魂 Hana-Dama                                                                    |                                   | 18. Januar 2014    | Shibuya Production               |
| Hana-Dama: Phantom 華魂 幻影 Hana-Dama: Gen'ei                                                          |                                   | 30. April 2016     | Shibuya Production               |
| The Eye's Dream 眼球の夢 Gankyu no yume                                                                 |                                   | 1. Juli 2016       | Arrete Ton Cinema Stance Company |

## Bibliographie
- Seveon, Julien. Le cinema enrage au Japon. France: 1. Auflage: Sulliver 2006 / 2. Auflage: Rouge Profond 2009. ISBN 978-2-911199-85-1.
- Seveon, Julien. USA: "Interview with Hisayasu Sato" in Asian Cult Cinema #34, 2002.
- Jack Hunter. "Abnormal Ward: The Forbidden Visions of Hisayasu Sato" in Andy Black (ed), Necronomicon: The Journal of Horror and Erotic Cinema: Book Two, London: Creation Books, 1999, pp. 30–39.